# Vocalion Records
La Vocalion Records era un'etichetta discografica attiva negli Stati Uniti ed in Gran Bretagna e che venne fondata nel 1916 a New York dalla Aeolian Piano Company.

## Storia

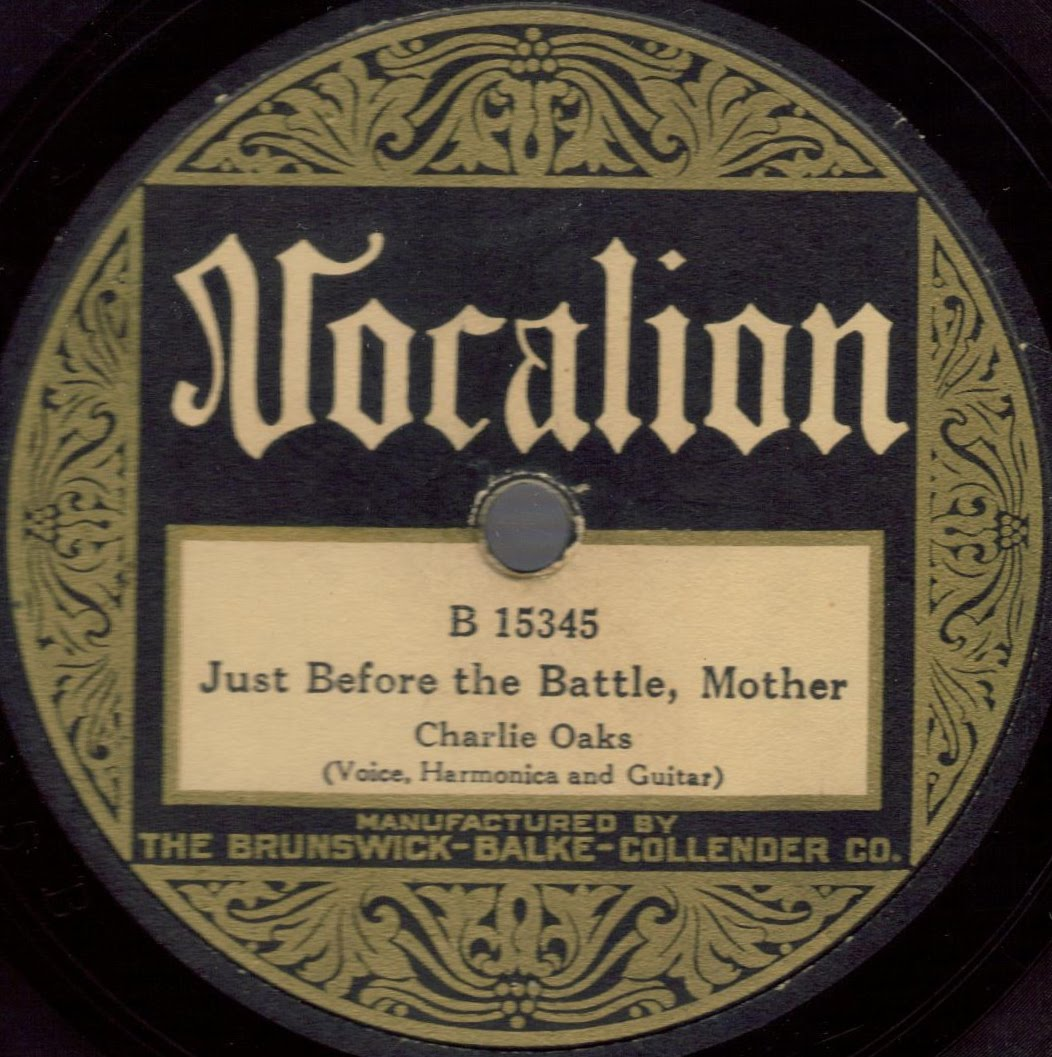
Un disco del 1925

La Vocalion produceva i propri dischi in una buona qualità di gommalacca di color rosso/marrone, che si distingueva dalla solita gommalacca nera usata dalle altre etichette dell'epoca. Le inserzioni pubblicitarie di quel tempo suggerivano che "i dischi rossi della Vocalion sono i migliori", "i dischi rossi durano di più" ("Vocalion Red Records are best", "Red Records last longer").
Nel 1925 l'etichetta venne acquisita dalla Brunswick Records. Durante gli anni venti la Vocalion distribuì vari race records, ossia dei dischi fatti appositamente per il mercato afroamericano.
Nell'aprile del 1930, la Warner acquistò la Brunswick Records e nel dicembre dell'anno seguente la American Records Corporation ne acquisì la licenza. Tra il 1936 ed il 1937 la Vocalion produsse solamente registrazioni dell'artista blues Robert Johnson.
Nel 1938 la Vocalion diventò un'etichetta sussidiaria della Columbia Records.
Nel 1940 l'attività della casa discografica venne interrotta sino a quando verso la fine degli anni cinquanta venne riavviata dalla Decca Records che la utilizzò per qualche anno per la distribuzione di vecchi LP.
Nel 1997 venne di nuovo riavviata in Gran Bretagna da Michael Dutton della Dutton Laboratories e oggi prende il nome di Dutton Vocalion; l'etichetta è ora specializzata in ristampe di dischi che vanno dagli anni venti agli anni settanta.